# 1226 en santé et médecine
| Années de la santé et de la médecine : 1223 - 1224 - 1225 - 1226 - 1227 - 1228 - 1229    |
| Décennies de la santé et de la médecine : 1190 - 1200 - 1210 - 1220 - 1230 - 1240 - 1250 |

Cet article présente les faits marquants de l'année 1226 en santé et médecine.

## Événements

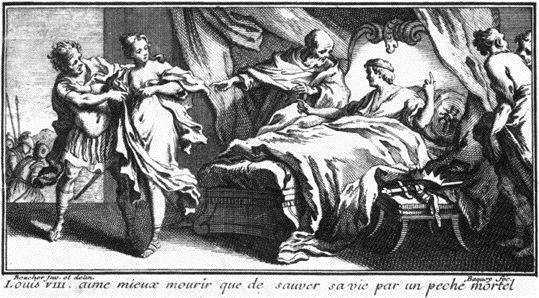
La Mort de Louis VIII le Lion
Boucher inv. sc.
(c.1720)

- Selon Guillaume de Puylaurens, le roi de France Louis VIII étant malade, ses médecins prétendirent « qu'il pouvait être soulagé en tenant une femme dans ses bras », remède auquel le patient ne voulut pas recourir[1].
- Les maîtres chirurgiens se placent sous le patronage des saints Côme et Damien[2].
- Fondation par Guillaume d'Auvergne de l'hôpital des Filles-Dieu de Paris, voué à l'assistance des prostituées tombées dans la misère[3].
- Geoffry de Marisco, lord justicier d'Irlande, fonde pour les templiers, dans le comté de Limerick, un hôpital qui donnera son nom à l'actuelle ville de Hospital[4].
- Une bulle du pape Honorius III confirme la fondation d'une léproserie au sud de Blyth, au bord de la Tyne, dans le comté de Northumberland, par William de Cressey, seigneur de Hodsock (en)[5].
- Une communauté de lépreux s'installe à Bordeaux, en Guyenne « à plus de huit cents mètres des murs du bourg Saint-Éloi[6] ».
- Première mention de l'hôpital Sainte-Élisabeth d'Anvers, « ouvert aux malades et tenu par une communauté de frères et de sœurs[7] ».
- 1224-1226 : fondation par John Byseth d'une maison des lépreux (domus leprosorum) dépendante de la paroisse Saint-Pierre de Rathven dans le comté de Moray en Écosse[8].
- Peu après 1226 : Blanche de Castille fait construire une nouvelle infirmerie à l'Hôtel-Dieu de Paris[9].

## Naissances
- Bar Hebraeus (mort en 1286), historien, médecin et philosophe chrétien de langue syriaque[10].